# Ebrechtella timida
Ebrechtella timida là một loài nhện trong họ Thomisidae.
Loài này thuộc chi Ebrechtella. Ebrechtella timida được Tord Tamerlan Teodor Thorell miêu tả năm 1887.